# Koloni (Zypern)
Koloni (griechisch Κολώνη, türkisch Yolöstü) ist ein Bezirk der Gemeinde und Stadt Geroskipou im Bezirk Paphos auf Zypern.

## Name
Der Name des Dorfes bedeutet „kleine Säule“. Seine türkisch-zypriotischen Einwohner gaben ihm 1958 den Namen Yolöstü, was so viel wie „neben der Straße“ bedeutet, da das Dorf neben der alten Straße Limassol-Paphos liegt.

## Geografie

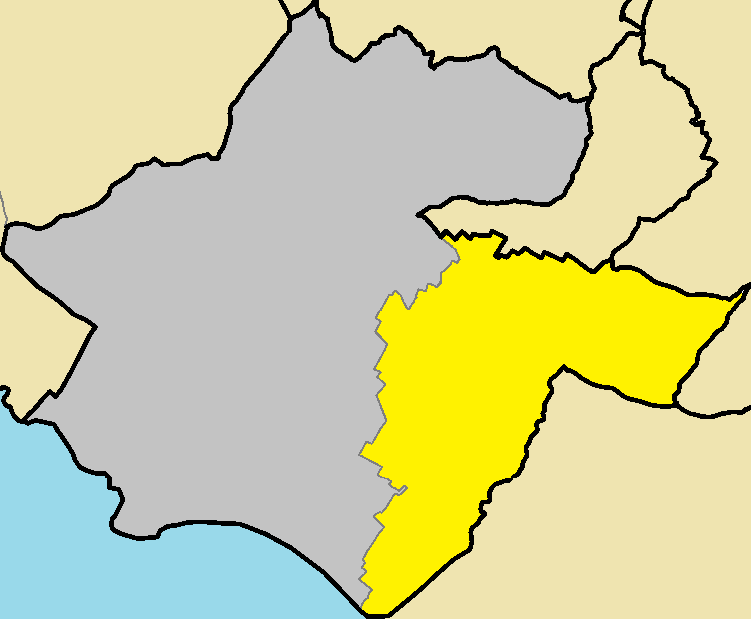
Lage in Geroskipou

Koloni ist der kleinere Stadtteil von Geroskipou und befindet sich im Südosten der Stadt. Im Westen grenzt es an den Bezirk Geroskipou, im Norden an Agia Marinouda und Marathounda, im Osten an Agia Varvara und im Süden an Achelia. Ein kleiner Teil im Südwesten des Gebiets liegt direkt am Meer.

## Bevölkerung
Seit der Zeit der Türkenbesatzung war Koloni von Zyperntürken bewohnt. Während der Zeit der englischen Besatzung lebten auch einige Zyperngriechen im Dorf. Während der bikommunalen Unruhen von 1963–64 fungierte das Dorf als Aufnahmezentrum für Zyperntürken, die aus Pano Archimandrita und Geroskipou zuzogen. Sie blieben bis 1975 in Koloni, als nach der türkischen Invasion 1974 alle türkisch-zyprischen Einwohner Kolonis in den nördlichen Teil Zyperns zogen. Griechisch-zypriotische Flüchtlinge aus dem nördlichen Teil Zyperns ließen sich in Koloni nieder.
Den in Zypern durchgeführten Volkszählungen zufolge weist die Bevölkerung Kolonis in den letzten Jahrzehnten einen Anstieg auf. Die folgende Tabelle zeigt die Einwohnerzahl von Koloni, wie sie bei den in Zypern durchgeführten Volkszählungen erfasst wurde.
| Jahr      | 1881 | 1891 | 1901 | 1911 | 1921 | 1931 | 1946 | 1960 | 1976 | 1982 | 1992 | 2001 | 2011 |
| Einwohner | 48   | 48   | 51   | 61   | 44   | 64   | 81   | 102  | 126  | 144  | 200  | 254  | 451  |